# Lihuen GNU/Linux
Lihuen GNU/Linux es una distribución Linux basada en Debian GNU/Linux y desarrollada en Argentina, por la Facultad de Informática de la Universidad Nacional de La Plata. Además del DVD estándar de instalación de la distribución para arquitecturas de 32 y 64 bits, existen dos versiones en Live CD instalables con el escritorio LXDE. Lihuen está orientada a escritorios educativos y funciona en las computadoras del proyecto Conectar Igualdad y similares.
Las versiones previas a la 2.x de Lihuen se encontraban basadas en GnuLinEx.
Lihuen cuenta con un escritorio basado en Gnome para la versión full y uno basado en LXDE para la versión liviana.
En versiones anteriores de Lihuen, a diferencia de Debian GNU/Linux y Ubuntu Linux, utilizaba el instalador Anaconda. A partir de la versión 3.0 se comenzó a utilizar una modificación del Debian Installer.
La versión 3.x Lihuen contaba además con un CD con un compilado de aplicaciones educativas que permitían la instalación sencilla de éstas y con un CD que permitía la instalación y configuración de un servidor de clientes livianos (Thin Clients Server) con LTSP 5. A partir de la versión 4.x todas estas herramientas se encuentran disponibles en el DVD de instalación.

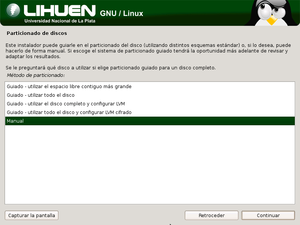
Instalador de Lihuen 3.
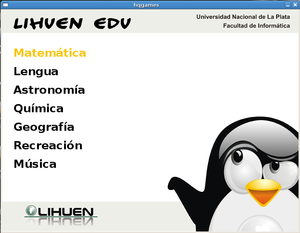
Lihuen 3 Versión Educativa.